# Старт (футбольный клуб, Ташкент)
«Старт» — советский футбольный клуб из Ташкента, Узбекская ССР. Создан не позднее 1958 года. Последнее упоминание в 1991 году.
В соревнованиях мастеров выступал в 1961 (класс «Б») и 1978—1984 (вторая лига) годах.
С 2000 год создался клуб НБУ АЗИЯ (Старт) до 2017 года.

## Достижения
- В первой лиге — 11 место (в зональном турнире класса «Б» 1961 год).
- В кубке СССР — поражение в 1/32 финала (1961 год).

## Известные игроки
- Неделькин, Геннадий Михайлович

## Тренеры
- Арустамов Михаил Вердиевич (1961)
- Виткалов, Виталий Афанасьевич (1980—1985)